# 也龙寺
也龙寺，位于中国青海省兴海县河卡镇，为第八批青海省文物保护单位，公布日期为2008年4月10日，类型为古建筑。
也龙寺的历史年代为清。